# Дамме (Фехта)
Дамме (нем. Damme) — город в Германии, в земле Нижняя Саксония.
Входит в состав района Фехта. Население составляет 16 441 человек (на 31 декабря 2010 года). Занимает площадь 104,45 км². Официальный код — 03 4 60 002.
Город подразделяется на 30 городских районов.
| Год  | Население |
| ---- | --------- |
| 1990 | 13 156    |
| 1995 | 14 756    |
| 2000 | 15 272    |
| 2005 | 16 088    |
| 2010 | 16 424    |